# Teatre Malic
El Teatre Malic va ser una sala de teatre de marionetes ubicada al carrer de Fusina nº3 de Barcelona, davant del Mercat del Born, amb capacitat per uns 60 espectadors. Oberta l'any 1984 pels membres de la Companyia de Titelles La Fanfarra (Toni Rumbau, Mariona Masgrau i Eugenio Navarro) El 1992, Toni Rumbau n'assumeix la direcció artística de la sala en solitari. L'espai va rebre el Premi Especial de la Crítica (1991), el Premi Ciutat de Barcelona de Teatre (1992) i el Premi Fad (un Aplaudiment, el 1993). Organitzadora del Festival d'Òpera de Butxaca. Va tancar a les acaballes de l'any 2002. És considerada la primera Sala alternativa de Catalunya.
Entre les estrenes absolutes fetes en aquest local, dintre del festival esmentat, hi ha les òperes:
- 1993: Violeta, amb música de Manuel Garcia Morante i text de Josep Maria Carandell (octubre)
- 1995: La petita bufa, amb música de Jordi Rossinyol i llibret d'Albert Mestres (26 d'octubre); Casting d'Eduardo Diago (desembre); En Landsoldats Dagbog de Jacob Draminsky (15 de novembre)
- 1996: Resaca, espectacle musical de Fran Pérez, amb text de Pepe Sendón (31 d'octubre)
- 2000: La lluna i la bruna, conte musical per a nens de Cristina Garcia-Prats
- 2002: Els contes de Sade, amb música d'Enric Ferrer i llibret de Pau Guix (27 de novembre)

A més s'hi han fet estrenes d'obres que no s'havien vist encara a Barcelona: Orfeo vedovo d'Alberto Savinio i Hind und zuruk de Paul Hindemith, Y un tablero... d'Eduardo Diago.
El 1998 s'hi va estrenar Pim, pam, pum Lorca d'Accidents Polipoètics. I el 1999 Los pelones, d'Albert Espinosa.

## Fons
El seu fons es conserva al Centre de Documentació i Museu de les Arts Escèniques i consta de documentació relativa a les activitats professionals que s'hi desenvolupaven i documentació professional i personal d'en Toni Rumbau (1976-2002 La Fanfarra; 1984-2002 Teatre Malic; 1993 Festival d'òpera de butxaca; 2002 Xarxa de la Mediterrània), així com documentació administrativa, programes de mà, cartells, fulls informatius, correspondència, tríptics, fotografies, diapositives, transparències, disquets, premsa i retalls de premsa, dossiers, manuscrits, plànols de ciutats.